# Guatemala nos Jogos Olímpicos de Verão de 2004
A Guatemala competiu nos Jogos Olímpicos de Verão de 2004, em Atenas, na Grécia.